# Steve Lamacq
Steve Lamacq (né le 16 octobre 1965), surnommé Lammo (surnom donné par John Peel) ou The Cat (en raison de son agilité en tant que gardien de but), est un disc jockey et animateur de radio britannique, qui anime depuis de nombreuses années des programmes musicaux les stations britanniques Radio 1, BBC 6 Music et depuis peu sur BBC Radio 2 le mercredi entre 23h30 et 0h30.
Steve Lamacq est né à Bournemouth avant de déménager dans le Hampshire. Un peu plus tard, sa famille déménage en Essex dans un village appelé Colne Engaine. Après des études de journalisme, il commence sa carrière au West Essex Magazine. Lamacq lance son propre fanzine appelé A pack of lies.
Alors qu'il travaille au magazine NME, Lamacq devient DJ sur la radio XFM qui était à ce moment une radio pirate. En 1992, en collaboration avec Alan James et Tony Smith, Lamacq lance le label Deceptive Records. Le style des artistes signés est orienté punk-pop. Deceptive Records a fermé en 2001. 
Il a présenté la Evening Session avec Jo Whiley de 1993 à 1997, puis seul jusqu'à décembre 2002, moment où l'émission fut retirée des ondes. Colin Murray remplaça Lamacq pendant 6 mois jusqu'à ce que Zane Lowe termine son contrat avec la station XFM en juin 2003. Lowe prit le poste de façon permanente. 
En juillet 1998, Steve présenta Lamacq Live, une émission sur la musique indépendante, tous les lundis soirs jusqu'au 18 septembre 2006. L'émission fut retirée de la grille de la Radio 1 au moment où les dirigeants de la station voulaient rajeunir l'image de leur équipe. C'est Colin Murray qui a pris le poste du lundi au jeudi de 22h à minuit. Steve Lamacq présente encore des documentaires pour la Radio one et il animera la soirée John Peel en hommage au défunt. 
La page web de Lamacq décrivait son show comme étant le "show de musique indépendante le plus influent au Royaume-Uni". Il anime toujours Steve on 6 musicsur la radio numérique de la BBC, 6 Music du lundi au vendredi. 